# Closer to the Edge

Closer to the Edge est le 10e single du groupe rock Thirty Seconds to Mars.
Dans la vidéo, on peut voir des témoignages d'Echelons (des fans), ainsi que des extraits de différents concerts du Into the Wild Tour.

## Certifications
| Pays                    | Certification | Unités certifiées |
| ----------------------- | ------------- | ----------------- |
| Australie (ARIA)        | Platine       | 70 000            |
| Nouvelle-Zélande (RMNZ) | Or            | 7 500             |
| Royaume-Uni (BPI)       | Argent        | 200 000           |